# Vela ai Giochi della XVI Olimpiade - Dragone
La competizione della classe Dragone  di vela ai Giochi della XVI Olimpiade si è svolta nei giorni dal 26 novembre al 5 dicembre 1956 nella Baia di Port Phillip.

## Partecipanti
| Nazione          | Barca        | Equipaggio                                                       |
| ---------------- | ------------ | ---------------------------------------------------------------- |
| Argentina        | Pampero      | Jorge Alberto Salas, Arnoldo Pekelharing, Boris Belada           |
| Australia        | Paula        | Graham Drane, Brian Carolan, Jim Carolan                         |
| Bermuda          | Pam          | Brownlow Eve, Jimmy Kempe, Bernard Ward                          |
| Canada           | Tomahawk II  | Clifford Howard, Dave Howard, Don Tytler                         |
| Danimarca        | Tip          | Ole Berntsen, Christian von Bülow, Cyril Andresen                |
| Finlandia        | Xantippa     | John Flinkenberg, Joel Jahn, Tor-Kristian Lindh                  |
| Germania         | Gustl XI     | Theodor Thomsen, Erich Natusch, Georg Nowka                      |
| Gran Bretagna    | Bluebottle   | Graham Mann, Jonathan Janson, Ronald Backus                      |
| Italia           | Aretusa      | Sergio Sorrentino, Annibale Pelaschiar, Piero Gorgatto           |
| Norvegia         | Pan II       | Thor Thorvaldsen, Bjørn Oscar Gulbrandsen, Carl Otto Svae        |
| Nuova Zelanda    | Red Dragon   | Robert Stewart, Albert Cuthbertson, William Swinnerton           |
| Portogallo       | Canopus      | Bernardo d'Almeida, Carlos Lourenço, Sérgio Marques              |
| Singapore        | Rika II      | Ned Holiday, Keith Johnson, Kenneth Golding, Robert Ho           |
| Stati Uniti      | Spirit III   | Gene Walet III, Carlos Echeverría, Danny Killeen, Gene Walet Jr. |
| Svezia           | Slaghoken II | Folke Bohlin, Bengt Palmquist, Leif Wikström                     |
| Unione Sovietica | Neptun II    | Ivan Matveev, Andrej Mazovka, Pëtr Tolstichin                    |

## Risultati
| Regata 1 26 novembre | Regata 1 26 novembre | Regata 1 26 novembre | Regata 1 26 novembre | Regata 2 27 novembre | Regata 2 27 novembre | Regata 2 27 novembre | Regata 2 27 novembre | Regata 3 28 novembre | Regata 3 28 novembre | Regata 3 28 novembre | Regata 3 28 novembre | Regata 4 30 novembre | Regata 4 30 novembre | Regata 4 30 novembre | Regata 4 30 novembre |
| Pos.                 | Nazione              | Tempo                | Punti                | Pos.                 | Nazione              | Tempo                | Punti                | Pos.                 | Nazione              | Tempo                | Punti                | Pos.                 | Nazione              | Tempo                | Punti                |
| -------------------- | -------------------- | -------------------- | -------------------- | -------------------- | -------------------- | -------------------- | -------------------- | -------------------- | -------------------- | -------------------- | -------------------- | -------------------- | -------------------- | -------------------- | -------------------- |
| 1                    | Tip                  | 3:05:14              | 1,305                | 1                    | Aretusa              | 3:14:13              | 1,305                | 1                    | Slaghoken II         | 4:05:14              | 1,305                | 1                    | Bluebottle           | 3:02:13              | 1,305                |
| 2                    | Paula                | 3:06:39              | 1,004                | 2                    | Slaghoken II         | 3:14:51              | 1,004                | 2                    | Pampero              | 4:05:48              | 1,004                | 2                    | Tip                  | 3:02:29              | 1,004                |
| 3                    | Pampero              | 3:09:04              | 828                  | 3                    | Neptun II            | 3:15:16              | 828                  | 3                    | Aretusa              | 4:05:49              | 828                  | 3                    | Red Dragon           | 3:03:18              | 828                  |
| 4                    | Bluebottle           | 3:09:23              | 703                  | 4                    | Tip                  | 3:15:32              | 703                  | 4                    | Tip                  | 4:06:14              | 703                  | 4                    | Paula                | 3:05:31              | 703                  |
| 5                    | Gustl XI             | 3:09:51              | 606                  | 5                    | Pan II               | 3:15:58              | 606                  | 5                    | Gustl XI             | 4:06:17              | 606                  | 5                    | Pan II               | 3:06:28              | 606                  |
| 6                    | Tomahawk II          | 3:10:05              | 527                  | 6                    | Gustl XI             | 3:16:15              | 527                  | 6                    | Canopus              | 4:07:07              | 527                  | 6                    | Spirit III           | 3:06:39              | 527                  |
| 7                    | Pan II               | 3:10:43              | 460                  | 7                    | Tomahawk II          | 3:16:37              | 460                  | 7                    | Neptun II            | 4:07:59              | 460                  | 7                    | Pampero              | 3:07:26              | 460                  |
| 8                    | Slaghoken II         | 3:11:25              | 402                  | 8                    | Pampero              | 3:16:49              | 402                  | 8                    | Bluebottle           | 4:09:53              | 402                  | 8                    | Slaghoken II         | 3:07:43              | 402                  |
| 9                    | Red Dragon           | 3:12:13              | 351                  | 9                    | Canopus              | 3:16:52              | 351                  | 9                    | Pan II               | 4:11:02              | 351                  | 9                    | Gustl XI             | 3:11:00              | 351                  |
| 10                   | Xantippa             | 3:12:53              | 305                  | 10                   | Paula                | 3:17:32              | 305                  | 10                   | Tomahawk II          | 4:13:55              | 305                  | 10                   | Pam                  | 3:11:11              | 305                  |
| 11                   | Pam                  | 3:14:35              | 264                  | 11                   | Spirit III           | 3:18:36              | 264                  | 11                   | Spirit III           | 4:14:46              | 264                  | 11                   | Tomahawk II          | 3:11:21              | 264                  |
| 12                   | Neptun II            | 3:15:23              | 226                  | 12                   | Bluebottle           | 3:18:56              | 226                  | 12                   | Xantippa             | 4:15:23              | 226                  | 12                   | Canopus              | 3:11:59              | 226                  |
| 13                   | Canopus              | 3:17:11              | 191                  | 13                   | Xantippa             | 3:20:07              | 191                  | 13                   | Rika II              | 4:15:47              | 191                  | 13                   | Neptun II            | 3:13:48              | 191                  |
| 14                   | Rika II              | 3:17:58              | 159                  | 14                   | Rika II              | 3:20:20              | 159                  | 14                   | Paula                | 4:17:15              | 159                  | -                    | Xantippa             | DNF                  | 0                    |
| -                    | Aretusa              | DQ                   | 0                    | 15                   | Pam                  | 3:24:00              | 129                  | 15                   | Red Dragon           | 4:18:00              | 129                  | -                    | Aretusa              | DNF                  | 0                    |
| -                    | Spirit III           | DNF                  | 0                    | -                    | Red Dragon           | DQ                   | 0                    | 16                   | Pam                  | 4:20:19              | 101                  | -                    | Rika II              | DNF                  | 0                    |

| Regata 5 3 dicembre | Regata 5 3 dicembre | Regata 5 3 dicembre | Regata 5 3 dicembre | Regata 6 4 dicembre | Regata 6 4 dicembre | Regata 6 4 dicembre | Regata 6 4 dicembre | Regata 7 5 dicembre | Regata 7 5 dicembre | Regata 7 5 dicembre | Regata 7 5 dicembre |
| Pos.                | Nazione             | Tempo               | Punti               | Pos.                | Nazione             | Tempo               | Punti               | Pos.                | Nazione             | Tempo               | Punti               |
| ------------------- | ------------------- | ------------------- | ------------------- | ------------------- | ------------------- | ------------------- | ------------------- | ------------------- | ------------------- | ------------------- | ------------------- |
| 1                   | Spirit III          | 2:54:56             | 1305                | 1                   | Slaghoken II        | 4:05:38             | 1305                | 1                   | Slaghoken II        | 3:06:23             | 1305                |
| 2                   | Tip                 | 2:55:57             | 1004                | 2                   | Tip                 | 4:09:00             | 1004                | 2                   | Bluebottle          | 3:07:33             | 1004                |
| 3                   | Tomahawk II         | 2:56:10             | 828                 | 3                   | Pampero             | 4:10:00             | 828                 | 3                   | Pan II              | 3:08:34             | 828                 |
| 4                   | Paula               | 2:56:38             | 703                 | 4                   | Paula               | 4:10:30             | 703                 | 4                   | Pampero             | 3:08:54             | 703                 |
| 5                   | Gustl XI            | 2:57:26             | 606                 | 5                   | Bluebottle          | 4:10:46             | 606                 | 5                   | Tomahawk II         | 3:11:04             | 606                 |
| 6                   | Bluebottle          | 2:57:45             | 527                 | 6                   | Spirit III          | 4:11:43             | 527                 | 6                   | Tip                 | 3:11:43             | 527                 |
| 7                   | Aretusa             | 2:57:54             | 460                 | 7                   | Tomahawk II         | 4:12:00             | 460                 | 7                   | Aretusa             | 3:11:53             | 460                 |
| 8                   | Pan II              | 2:59:01             | 402                 | 8                   | Canopus             | 4:12:13             | 402                 | 8                   | Red Dragon          | 3:12:40             | 402                 |
| 9                   | Slaghoken II        | 2:59:23             | 351                 | 9                   | Aretusa             | 4:12:15             | 351                 | 9                   | Paula               | 3:13:38             | 351                 |
| 10                  | Red Dragon          | 3:00:11             | 305                 | 10                  | Pan II              | 4:12:17             | 305                 | 10                  | Canopus             | 3:13:39             | 305                 |
| 11                  | Xantippa            | 3:00:32             | 264                 | 11                  | Xantippa            | 4:12:18             | 264                 | 11                  | Spirit III          | 3:14:40             | 264                 |
| 12                  | Neptun II           | 3:01:02             | 226                 | 12                  | Neptun II           | 4:13:25             | 226                 | 12                  | Gustl XI            | 3:14:47             | 226                 |
| 13                  | Canopus             | 3:01:35             | 191                 | 13                  | Pam                 | 4:19:45             | 191                 | 13                  | Neptun II           | 3:15:07             | 191                 |
| 14                  | Pam                 | 3:06:25             | 159                 | 14                  | Rika II             | 4:22:25             | 159                 | 14                  | Xantippa            | 3:15:39             | 159                 |
| 15                  | Rika II             | 3:07:20             | 129                 | -                   | Gustl XI            | DNF                 | 0                   | 15                  | Rika II             | 3:17:20             | 129                 |
| -                   | Pampero             | :                   | 0                   | -                   | Red Dragon          | DQ                  | 0                   | 16                  | Pam                 | 3:19:35             | 101                 |

## Classifica finale
| Pos.    | Nazione          | Barca        | Equipaggio                                                       | Punti Totali | Punti ottenuti nelle regate | Punti ottenuti nelle regate | Punti ottenuti nelle regate | Punti ottenuti nelle regate | Punti ottenuti nelle regate | Punti ottenuti nelle regate | Punti ottenuti nelle regate |
| Pos.    | Nazione          | Barca        | Equipaggio                                                       | Punti Totali | 1                           | 2                           | 3                           | 4                           | 5                           | 6                           | 7                           |
| ------- | ---------------- | ------------ | ---------------------------------------------------------------- | ------------ | --------------------------- | --------------------------- | --------------------------- | --------------------------- | --------------------------- | --------------------------- | --------------------------- |
| Oro     | Svezia           | Slaghoken II | Folke Bohlin, Bengt Palmquist, Leif Wikström                     | 5723         | 402                         | 1004                        | 1305                        | 402                         | 351                         | 1305                        | 1305                        |
| Argento | Danimarca        | Tip          | Ole Berntsen, Christian von Bülow, Cyril Andresen                | 5723         | 1305                        | 703                         | 703                         | 1004                        | 1004                        | 1004                        | 527                         |
| Bronzo  | Gran Bretagna    | Bluebottle   | Graham Mann, Jonathan Janson, Ronald Backus                      | 4547         | 703                         | 226                         | 402                         | 1305                        | 527                         | 606                         | 1004                        |
| 4       | Argentina        | Pampero      | Jorge Alberto Salas, Arnoldo Pekelharing, Boris Belada           | 4225         | 828                         | 402                         | 1004                        | 460                         | 0                           | 828                         | 703                         |
| 5       | Australia        | Paula        | Graham Drane, Brian Carolan, Jim Carolan                         | 3769         | 1004                        | 305                         | 159                         | 703                         | 703                         | 703                         | 351                         |
| 6       | Italia           | Aretusa      | Sergio Sorrentino, Annibale Pelaschiar, Piero Gorgatto           | 3404         | 0                           | 1305                        | 828                         | 0                           | 460                         | 351                         | 460                         |
| 7       | Norvegia         | Pan II       | Thor Thorvaldsen, Bjørn Oscar Gulbrandsen, Carl Otto Svae        | 3253         | 460                         | 606                         | 351                         | 606                         | 402                         | 305                         | 828                         |
| 8       | Canada           | Tomahawk II  | Clifford Howard, Dave Howard, Don Tytler                         | 3186         | 527                         | 460                         | 305                         | 264                         | 828                         | 460                         | 606                         |
| 9       | Stati Uniti      | Spirit III   | Gene Walet III, Carlos Echeverría, Danny Killeen, Gene Walet Jr. | 3151         | 0                           | 264                         | 264                         | 527                         | 1305                        | 527                         | 264                         |
| 10      | Germania         | Gustl XI     | Theodor Thomsen, Erich Natusch, Georg Nowka                      | 2922         | 606                         | 527                         | 606                         | 351                         | 606                         | 0                           | 226                         |
| 11      | Unione Sovietica | Neptun II    | Ivan Matveev, Andrej Mazovka, Pëtr Tolstichin                    | 2157         | 226                         | 828                         | 460                         | 191                         | 226                         | 226                         | 191                         |
| 12      | Nuova Zelanda    | Red Dragon   | Robert Stewart, Albert Cuthbertson, William Swinnerton           | 2015         | 351                         | 0                           | 129                         | 828                         | 305                         | 0                           | 402                         |
| 13      | Portogallo       | Canopus      | Bernardo d'Almeida, Carlos Lourenço, Sérgio Marques              | 2002         | 191                         | 351                         | 527                         | 226                         | 191                         | 402                         | 305                         |
| 14      | Finlandia        | Xantippa     | John Flinkenberg, Joel Jahn, Tor-Kristian Lindh                  | 1409         | 305                         | 191                         | 226                         | 0                           | 264                         | 264                         | 159                         |
| 15      | Bermuda          | Pam          | Brownlow Eve, Jimmy Kempe, Bernard Ward                          | 1149         | 264                         | 129                         | 101                         | 305                         | 159                         | 191                         | 101                         |
| 16      | Singapore        | Rika II      | Ned Holiday, Keith Johnson, Kenneth Golding, Robert Ho           | 926          | 159                         | 159                         | 191                         | 0                           | 129                         | 159                         | 129                         |